# Erectèon
L'Erectèon (en grec antic: Έρέχθειον, Erékhtheion; en grec modern: Ερέχθειο, Erékhtio) és un temple grec consagrat a Erecteu, d'ordre jònic i situat a l'Acròpolis d'Atenes, al nord del Partenó. És un edifici molt singular per la topografia, per la necessitat de respectar vestigis de temples anteriors i per la substitució d'algunes columnes per cariàtides. Va ser dedicat a la deessa Atena.

## Història
Malgrat l'evident importància del culte tributat a Atena dins el gran temple situat dalt de tot de l'Acròpoli (primer l'Hekatómpedon, més endavant el Partenó), aquest santuari, dedicat a Atena Poliàs (protectora de la ciutat), estava vinculat a cultes arcaics i als records més antics de la història llegendària de la ciutat, i constituïa el veritable nucli sagrat de l'Acròpoli i de la ciutat sencera. En aquest indret, de fet, hauria tingut lloc la disputa entre Atena i Posidó: s'hi custodiaven les empremtes del trident del déu sobre una roca, un pou d'aigua salada d'on hauria sortit el cavall, donat pel déu, i l'olivera, donada per la dea Atena a la ciutat. Aquí, el rei Cècrops, mig home mig serp, hauria consagrat el Pal·ladi, l'estàtua de la dea caiguda miraculosament del cel. El santuari albergava, a més, les tombes de Cècrops i d'Erecteu i el Pandrosèon, un lloc de culte dedicat a Pàndrosos, la filla de Cècrops estimada pel déu Hermes.
En època romana, el temple fou anomenat Erectèon (Erékhtheion, 'el que sacseja'), segons l'apel·latiu de Posidó.
Ben a la vora, entre l'edifici actual i el Partenó, s'aixecava el temple arcaic dedicat a Atena Poliàs, protectora de la ciutat, destruït durant la destrucció aquemènida d'Atenes el 480 aC.
Aquest temple fou substituït per un nou edifici, iniciat el 421 aC i acabat el 405 aC, de marbre pentèlic, obra dels arquitectes Mnèsicles o Filocles. La necessitat d'allotjar-hi els diversos cultes tradicionals, col·locats en un terreny amb un fort desnivell (més elevat al sud-est i uns 3 m més baix al nord-oest), en va determinar una planta insòlita.

## Descripció

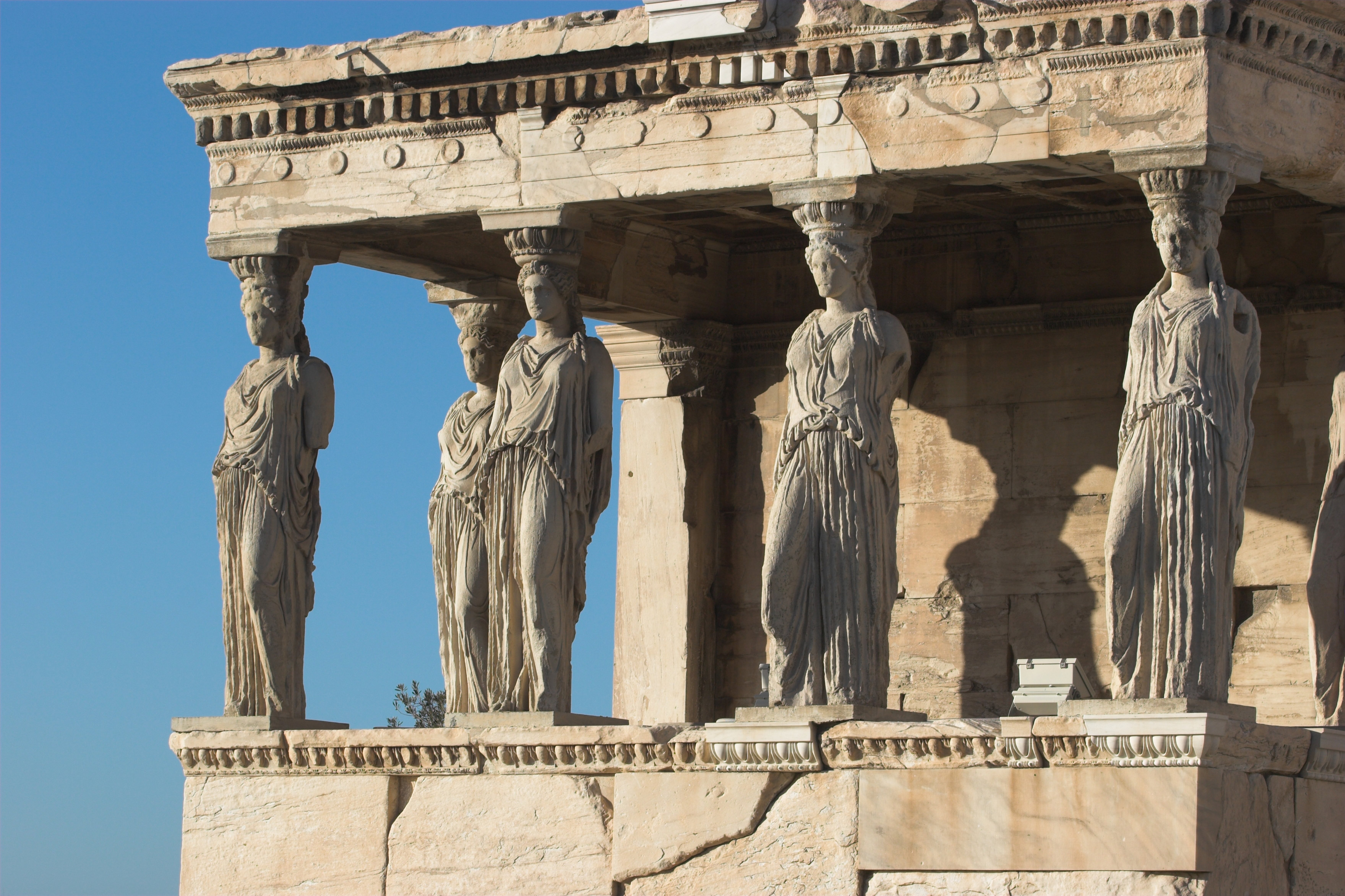
Pòrtic de les Cariàtides

El temple es compon d'un cos rectangular amfipròstil (és a dir, amb columnes a la part anterior i posterior del temple, habitualment quatre), però amb els intercolumnis (els espais entre les columnes) closos per set murs dotats d'àmplies finestres.
L'interior se subdividia en dues cel·les a diferent nivell: l'oriental, més alta, on hi havia el Pal·ladi, i l'occidental, més avall, subdividida en tres espais, que albergava el culte de Posidó i del mític rei Erecteu.
D'estructura arquitravada, presenta una estructura irregular atès a la irregular topografia. El temple és la unió de dos cossos perpendiculars. Presenta quatre façanes diferents amb pòrtics de columnes.
Començant per l'entrada principal a l'est, el pòrtic hexàstil presenta columnes d'estil jònic. Aquest condueix a la cel·la interior amb un altar, el santuari d'Atena, que es troba incomunicada respecte els altres espais interiors del temple. La façana oest també presenta columnes d'ordre jònic, ara bé aquestes quatre es troben adossades a la paret.
La pòrtic nord presenta sis columnes jòniques, quatre en vista frontal i una darrera de cadascun dels dos angles. Aquest pòrtic dona accés al vestíbul i aquest al seu torn a les cel·les de Posidó i Erecteu. El pòrtic d'aquest temple està desplaçat a la façana lateral nord per tal de respectar la font d'aigua salada que havia fet brollar Posidó. Davant el basament que aguanta les columnes del front occidental es trobaven l'olivera d'Atena i el Pandrosèon, la tomba de Pàndrosos.
Finalment, en contraposició hi ha el peculiar pòrtic sud presidit per la Cariàtides, on s'han substituït les columnes per sis figures femenines de gran bellesa. Són un símbol de la Conquesta de Caria, ciutat persa, en memòria de les sis dones que van ajudar els perses durant les guerres mèdiques (499aC) i guarden lloc on es troba la tomba de Cècrops. Les sis figures miren al Partenó, i sobre el cap d'aquestes s'hi troba el kalathós, una peça que recolza l'arquitrau. Els cabells reforcen l'estructura dèbil del cos. Quant als vestits, presenten la tèquica del drap mullat, pròpia de l'escola de Fídes.
Les estàtues de les cariàtides, obra dels escultors Alcàmenes o Cal·límac, actualment s'han substituït per còpies, mentre que les originals es conserven dins el Museu de l'Acròpoli. Una de les cariàtides d'un dels angles, extreta per lord Elgin, es troba avui dia al Museu Britànic de Londres.
Experts creuen que les Cariàtides van ser inspirades en una columna trobada per un grup de tres dones prop del Santuari de Delfos. Nombroses han estat les influències tant en època romana, renaixentista i neoclàssica.
Totes les columnes sostenen un entaulament amb un arquitrau de tres franges, un fris i una cornisa que en el seu moment estaven policromades. Les columnes hi són particularment esveltes i elegants i el temple presentava una decoració refinada: a la base de les columnes; a la franja decorativa que culmina el mur lateral, amb un motiu de flors de lotus i palmes; al fris de l'entaulament, de pedra fosca d'Eleusis, sobre el qual s'havien afegit figures esculpides en marbre blanc.
El temple fou descrit per Pausànies, juntament amb l'Acròpoli, en el llibre I de la seva Descripció de Grècia.